# ღ
ღ（グルジア語: ღანი、/ɣanɪ/）は、現行のグルジア文字の23番目の文字（正書法改正前は26番目）である。

## 使用
ジョージア語では有声軟口蓋摩擦音[ɣ]を表す。記数法では数値700を表す。
ジョージア国内のラズ語でも使用されている。トルコ国内で使用されているラズ語ラテン・アルファベットの「Ğ」に対応する。アブハズ語（1937年から1954年まで）およびオセット語（1938年から1954年まで） のグルジア文字表記法でも使用されていたが、現在はキリル文字が主に使われ、アブハズ語で「Ӷ」と、オセット語で「Гъ」と記される。
ジョージア語のラテン文字化では「Ḡ」または「Gh」「Ġ」と記す。グルジア語の点字では記号⠫（U + 282B）となる。

## 字形
| アソムタヴルリ | ヌスフリ | ムヘドルリ | ムタヴルリ |
| -------------- | -------- | ---------- | ---------- |
|                |          |            |            |

## 符号位置
| 文字 | Unicode | JIS X 0213 | 文字参照          | 備考           |
| ---- | ------- | ---------- | ----------------- | -------------- |
| Ⴖ    | U+10B6  | -          | &#x10B6; &#4278;  | アソムタヴルリ |
| ⴖ    | U+2D16  | -          | &#x2D16; &#11542; | ヌスフリ       |
| Ღ    | U+1CA6  | -          | &#x1CA6; &#7334;  | ムタヴルリ     |
| ღ    | U+10E6  | -          | &#x10E6; &#4326;  | ムヘドルリ     |